# X Factor Israel 2022: HaShir Shelanu L’Eurovizion
Die Sendung X Factor Israel 2022: HaShir Shelanu L’Eurovizion fand am 5. Februar 2022 statt und war der israelische Vorentscheid für den Eurovision Song Contest 2022 in Turin (Italien). Die Sendung war Teil der vierten Staffel von The X Factor Israel. Dort wurde gleichzeitig der Staffelsieger gekürt. Sieger wurde der Sänger Michael Ben David mit dem von Asi Tal, Chen Aharoni, Lidor Saadia geschriebenen Lied I.M.

## Format

### Konzept
Im Juni 2021 wurde bekannt, dass Israel seinen Beitrag über die Sendung The X Factor auswählen werde In der zweiten Hälfte des Jahres 2021 wurden dann zahlreiche Folgen der Sendung gedreht, so dass am Ende vier Finalisten feststanden. Die Folgen wurden von Oktober 2021 bis Januar 2022 wöchentlich ausgestrahlt. Die  verbleibenden vier Finalisten erhielten von der Israeli Public Broadcasting Corporation je zwei Musikbeiträge. Diese wurden am 30. Januar 2022 veröffentlicht. Bis zum 3. Februar 2022 konnten die Zuschauer dann online oder per SMS für ihre Lieblingslieder abstimmen. Das Lied mit den meisten Stimmen pro Interpret erreichte dann das Live-SendungFinale, in dem die  Finalisten jeweils einen Song  coverten. Die beiden Interpreten mit den meisten Stimmen erreichten dann die finale Runde. Die anderen zwei verbleibenden Interpreten sangen in einer zweiten Duell-Runde ihr potentielles Siegerlied, um den dritten Platz in der finalen Runde zu erhalten. In der finalen Runde trugen dann alle drei Interpreten ihre eigenen Beiträge vor. Alle Entscheidungen wurden zu 50 % vom Televoting bestimmt, zu 25 % von einem speziellen Komitee und zu 25 % aus der X Factor Jury. Diese bestand aus Netta, Aviv Geffen, Miri Mesika, Ran Danker und Margol.

### Beitragswahl
Vom 19. September 2021 bis zum 17. Oktober 2021 konnten Beiträge bei KAN eingereicht werden. Nur israelische Staatsbürger durften Beiträge einreichen. Weitere Beschränkungen zum Einreichen von Beiträgen, abgesehen von der Einhaltung der Eurovision-Regeln, gab es dabei nicht.
Insgesamt 130 Lieder wurden bei KAN eingereicht. Ein Komitee wählte am Ende die je zwei besten Beiträge für die vier Finalisten aus.

## Vorrunde
Die Ergebnisse der Liederauswahl der vier Finalisten wurden am 3. Februar 2022 über die Sendung HaShir Shelanu L’Eurovizion bekannt gegeben.
| Interpret         | Startnr. | Lied Musik (M) und Text (T)                                                    | Sprache             | Übersetzung (inoffiziell)  | Stimmen | Stimmen | Stimmen    | Stimmen |
| Interpret         | Startnr. | Lied Musik (M) und Text (T)                                                    | Sprache             | Übersetzung (inoffiziell)  | Jury    | Komitee | Televoting | Gesamt  |
| ----------------- | -------- | ------------------------------------------------------------------------------ | ------------------- | -------------------------- | ------- | ------- | ---------- | ------- |
| Michael Ben David | 01       | I.M M/T: Chen Aharoni, Lidor Saadia, Asi Tal                                   | Englisch            | Ich bin                    | 25      | 20      | 38         | 83      |
| Michael Ben David | 02       | Don't M/T: Ilya Siniaski                                                       | Englisch            | Nicht                      | 0       | 05      | 12         | 17      |
| Eli Huli          | 03       | Nostalgia M/T: Roby Fayer, Eli Huli                                            | Englisch            | Nostalgie                  | 05      | 10      | 18         | 33      |
| Eli Huli          | 04       | Blinded Dreams M/T: Roby Fayer, Eli Huli                                       | Englisch            | Erblindete Träume          | 20      | 15      | 32         | 67      |
| Inbal Bibi        | 05       | Marionette M/T: Tzlil Klifi, Tal Forer, Mai Cohen                              | Englisch            | –                          | 15      | 10      | 28         | 53      |
| Inbal Bibi        | 06       | ZaZa M/T: May Sfadia                                                           | Englisch, Hebräisch | –                          | 10      | 15      | 22         | 47      |
| Sapir Saban       | 07       | Head Up M/T: Ella Doron, Yahel Doron, Naama Gali Cohen, Liron Lev              | Englisch            | Kopf hoch                  | 0       | 10      | 21         | 31      |
| Sapir Saban       | 08       | Breaking My Own Walls M/T: Gal Joe Cohen, Eyal Yishay, Dikla Dori, Ido Dankner | Englisch            | Breche meine eigenen Wände | 25      | 15      | 29         | 69      |

## Finale
Das Finale fand am 5. Februar 2022 in der Menora Mivtachim Arena in Tel Aviv statt. Nach einer Vorrunde konnte sich Michael Ben David im Superfinale durchsetzen.

### Vorrunde
| Duell        | Startnr. | Interpret         | Cover/Lied                                                                     | Stimmen | Stimmen | Stimmen    | Stimmen | Ergebnis      |
| Duell        | Startnr. | Interpret         | Cover/Lied                                                                     | Jury    | Komitee | Televoting | Gesamt  | Ergebnis      |
| ------------ | -------- | ----------------- | ------------------------------------------------------------------------------ | ------- | ------- | ---------- | ------- | ------------- |
| Erste Runde  |          |                   |                                                                                |         |         |            |         |               |
| I            | 1        | Inbal Bibi        | The Winner Takes It All (Originalinterpret: ABBA)                              | 05      | 0       | 24         | 29      | Zweite Runde  |
| I            | 2        | Michael Ben David | Shnei Meshug'aim (Originalinterpret: Omer Adam)                                | 20      | 25      | 26         | 71      | Qualifiziert  |
| II           | 3        | Sapir Saban       | Badad (Originalinterpret: Sohar Argov)                                         | 05      | 10      | 20         | 35      | Zweite Runde  |
| II           | 4        | Eli Huli          | I’ll Be There for You (Originalinterpret: The Rembrandts)                      | 20      | 15      | 30         | 65      | Qualifiziert  |
| Zweite Runde |          |                   |                                                                                |         |         |            |         |               |
| III          | 5        | Sapir Saban       | Breaking My Own Walls M/T: Gal Joe Cohen, Eyal Yishay, Dikla Dori, Ido Dankner | 0       | 15      | 16         | 31      | Ausgeschieden |
| III          | 6        | Inbal Bibi        | Marionette M/T: Tzlil Klifi, Tal Forer, Mai Cohen                              | 25      | 10      | 34         | 69      | Qualifiziert  |

### Superfinale
| Platz | Startnr. | Interpret         | Lied Musik (M) und Text (T)                       | Sprache  | Übersetzung (inoffiziell) | Stimmen | Stimmen | Stimmen    | Stimmen |
| Platz | Startnr. | Interpret         | Lied Musik (M) und Text (T)                       | Sprache  | Übersetzung (inoffiziell) | Jury    | Komitee | Televoting | Gesamt  |
| ----- | -------- | ----------------- | ------------------------------------------------- | -------- | ------------------------- | ------- | ------- | ---------- | ------- |
| 1.    | 1        | Michael Ben David | I.M M/T: Chen Aharoni, Lidor Saadia, Asi Tal      | Englisch | Ich bin                   | 50      | 46      | 118        | 214     |
| 2.    | 3        | Eli Huli          | Blinded Dreams M/T: Roby Fayer, Eli Huli          | Englisch | Erblindete Träume         | 58      | 50      | 095        | 213     |
| 3.    | 2        | Inbal Bibi        | Marionette M/T: Tzlil Klifi, Tal Forer, Mai Cohen | Englisch | –                         | 42      | 44      | 087        | 173     |